# Comté de Forrest
Le comté de Forrest est situé dans l’État du Mississippi, aux États-Unis. Il comptait 78 158 habitants au recensement de 2020 pour une superficie de 1 217 km2 . Son siège est Hattiesburg.
Le comté a été créé à partir du comté de Perry en 1908 et nommé en l'honneur de Nathan Bedford Forrest, général confédéré de la guerre de Sécession et fondateur du Ku Klux Klan. 